# Ünnepek és emléknapok listája
Ezen a lapon szerepelnek a világ ismertebb ünnepei, emléknapjai[forrás?].

## Nemzetközi ünnepek, emléknapok
A nemzetközi szervezetek által hirdetett, különböző aktuális témákhoz kapcsolódó világnapokat és nemzetközi akciónapokat lásd a Világnapok és nemzetközi akciónapok listája szócikkben!
- január 1.: újév napja
- január 27.: A holokauszt nemzetközi emléknapja[1]
- február 14.: Bálint-nap, a szerelmesek ünnepe
- március 8.: nemzetközi nőnap
- március 21.: Ostara (wicca vallás)
- április 1.: bolondok napja
- április 22.: a Föld napja
- május 1.: a munka ünnepe (a munkavállalók szolidaritási napja)[2]
- május első vasárnapja: anyák napja
- május 8.: a második világháború befejeződésének emléknapja
- május utolsó vasárnapja: gyermeknap
- június első szombatja: pedagógusnap
- június harmadik vasárnapja: apák napja
- június 21.: litha (wicca vallás)
- június 23.: szentivánéj (24-re virradóan)
- augusztus 2.: a cigány holokauszt emléknapja
- augusztus 23.: emléknap a rabszolga-kereskedelemről és annak felszámolásáról
- augusztus 23.: a totalitárius diktatúrák áldozatainak európai emléknapja
- szeptember 1.: a második világháború kitörésének emléknapja[3]
- október 5.: Raoul Wallenberg-emléknap[4]
- október 12.: Kolumbusz napja[5]
- október 31.: a reformáció emléknapja
- Október 31.: halloween
- november 2.: halottak napja [6]
- november 9.: világszabadság napja (World Freedom Day)[7]
- november 11.: az első világháború végének emléknapja[8]
- november 12.: Bahá'u'lláh születése (bahai vallás)
- november 19.: nemzetközi férfinap[9]
- november 27.: a Nobel-díj alapításának emléknapja[10]
- december 2.: a rabszolgaság eltörlésének emléknapja
- december 8.: Buddha megvilágosodásának napja
- december 25-26.: karácsony (vallási és világi ünnep)

Mozgó dátumú ünnepek:
| Név                          | Időpont                                                | 2009-ben       | 2011-ben   |
| ---------------------------- | ------------------------------------------------------ | -------------- | ---------- |
| Karnevál („a farsang farka”) | húshagyó kedd és a megelőző hétvége                    | február 21-24. |            |
| Anyák napja                  | a legtöbb országban május első vagy második vasárnapja | május 3.       | május 1.   |
| Gyermeknap                   | május utolsó vasárnapja                                | május 31.      | május 29.  |
| Pedagógusnap                 | június első vasárnapja                                 | június 7.      | június 5.  |
| Apák napja                   | június harmadik vasárnapja                             | június 21.     | június 19. |

## Újévünnepek
| Név                                  | Időpont                                      | 2009-ben    | 2010-ben    |
| ------------------------------------ | -------------------------------------------- | ----------- | ----------- |
| A Gergely-naptár szerinti újév napja | január 1.                                    |             |             |
| Holdújév (a kínai újév kezdete)      |                                              | január 26.  | február 14. |
| Tibeti és mongol újév kezdete        | két holdhónappal a téli napfordulót követően | február 25. |             |
| Perzsa újév                          | március 21.                                  |             |             |

## Egyes országok ünnepei, emléknapjai
Saját nemzetállam nélküli népek ünnepei:
- Romák - lásd: Roma ünnepek
- Számik: február 6. - a számik (lappok) nemzeti ünnepe

## Magyar ünnepek, emléknapok
A kisebbségi magyarság helyi ünnepei, emléknapjai:
- április 5.: A kassai kormányprogram emléknapja, a szlovákiai magyarok nemzeti gyásznapja[15]
- pünkösd szombatja: Csíksomlyói búcsú - Csíkszereda, Erdély

## Ókori ünnepek
- Ókori rómaiak
  - február 13.: Faunus ünnepe[16]
  - február 15.: Lupercalia (Februa)
  - február 17.: Quirinalia
  - február 23.: Terminalia
  - április 28.–május 3.: Floralia
  - szeptember 13.: Epulum Iovis
  - november 14.: Equorum probatio
  - november 15.: Feronia
- Kelta népek
  - február 1.: Imbolc
  - augusztus 1.: Lughnasad
  - október 31. – november 1.: Samhain (kelta újév)

### Külső hivatkozások
- Jeles Napok
- Magyar és nemzetközi emléknapok
- http://www.qppstudio.net/publicholidays.htm - a világ országainak ünnepei - a legfrissebb!
- http://www.worldtravelguide.net/country/ - országprofilok valamennyi ünneppel (Public holidays) - a legfrissebb!
- A világ ünnepei 2009
- A világ országainak nemzeti ünnepei
- A világ országainak nemzeti ünnepei – országprofilok a nemzeti ünneppel - a legfrissebb!
- Zöld jeles napok
- Környezetvédelmi jeles napok